# World of Warcraft Classic
World of Warcraft Classic (WoW Classic; с англ. — «Классический мир военного ремесла») — воссозданная в 2019 году версия оригинального World of Warcraft образца 2006 года, анонсированная 3 ноября 2017 года на BlizzCon и вышедшая 27 августа 2019 года. Данная версия игры доступна параллельно с основной (сейчас — Dragonflight), при этом она позволяет увидеть мир Warcraft в его изначальном виде до выхода первого дополнения — The Burning Crusade.

## Игровой процесс
WoW Classic предлагает увидеть мир игры в том виде, в котором он был на момент контентного обновления 1.12.1 (сентябрь 2006 года) перед выходом первого дополнения — The Burning Crusade. Максимальный уровень персонажа — 60, а в игре отсутствует любое контентное обновление. В игре полностью воспроизведён тот самый игровой процесс и механики, которые были в 2006 году. Так как многочисленные обновления со временем кардинально изменили игровой процесс, WoW Classic позволяет игрокам вновь испытать те самые чувства и эмоции, хотя некоторые современные интерфейсы и функциональные улучшения, представленные в более поздних обновлениях и дополнениях, были интегрированы, а также устранены различного рода ошибки, которые присутствовали в оригинальной версии обновления 1.12.
Игрокам для создания персонажа доступны 8 рас, которые были представлены в оригинальном World of Warcraft: люди, дворфы, ночные эльфы и гномы для Альянса; орки, Отрёкшиеся, таурены и тролли для Орды; а также 9 классов: воин, паладин, охотник, шаман, друид, разбойник, жрец, маг, чернокнижник. Как и в оригинальной версии игры, класс паладинов доступен только персонажам Альянса, а класс шаманов — персонажам Орды. Мир представляет из себя лишь 2 континента: Калимдор и Восточные королевства.
Как и в любом другом дополнении, контент в WoW Classic будет добавляться на протяжении шести обновлений, чтобы игроки могли постепенно развивать своих героев. Игровой контент, первоначально выпущенный в таких обновлениях, как «Логово Крыла Тьмы», «Ан’Кираж» и «Наксрамас», поля битвы, такие как «Ущелье Песни Войны» и «Альтеракская долина», а также некоторые предметы и задания, станут доступны после соответствующего обновления. В отличие от обновлений для оригинальной игры, эти обновления не будут изменять механику основной игры, например, способности персонажа; баланс игры будет сохраняться на том уровне, на котором он был в обновлении 1.12.1.

## Разработка и выпуск
В игровом сообществе уже давно существовал запрос на возможность поиграть в оригинальную версию World of Warcraft. Каждое обновление или дополнение удаляло или заменяло старый контент и вводило противоречивую или нежелательную механику, в результате чего многие игроки выражали предпочтение более старым версиям игры. Например, в первом дополнении игры — The Burning Crusade — был удалён 60-уровневый мировой босс Каззак, в результате чего все выпавшие предметы стали навсегда недоступными. Это дополнение также добавило летающие средства передвижения, которых критиковали за их влияние на PvP в открытом мире; подняло максимальный уровень до 70, который был подвергнут критике за то, что сделал все предметы 60-го уровня устаревшими; открыл для обеих фракций классы паладина и шамана, ранее принадлежавшие соответствующим фракциям. Во втором дополнении — Wrath of the Lich King — были удалены оригинальные версии рейдов «Наксрамас» и «Логово Ониксии», а также все предметы, которые можно было получить из них; добавлен инструмент Random Dungeon Finder, который многие игроки считают испорченным «социальным аспектом» игры; несколько улучшился пользовательский интерфейс, что было раскритиковано за уменьшение необходимости читать описания заданий. Однако Blizzard неоднократно отказывалась создавать серверы для старых версий игры.
Запрос на сервера старых дополнений возрос после того, как дополнение Cataclysm навсегда изменило внешний облик классических зон и территорий, а старые их версии стали недоступны. Blizzard ответили на вопросы о создании таких серверов следующим образом:

В настоящее время мой ответ будет, вероятно, нет. Дело в том, что любая массовая многопользовательская игра, которая когда-либо существовала и когда-либо выпускала какие-либо дополнения, всегда вызывала ностальгию: «О Боже, разве не было бы здорово, если бы у нас были классические серверы!» — и всё прочее в этом духе. В большинстве случаев — почти всегда — когда игра заканчивается, оказывается, что она тогда не была так хороша, как люди её помнят, а затем, когда серверы этой версии становятся доступными, игроки играют там немного и быстро вспоминают, что это не было так хорошо, как то, что они запомнили, и они перестают играть, а вы настраивали все эти серверы, подстраивали под это оборудование, а оказывается, что оно на самом деле мало используется. Поэтому для меня исторический урок состоит в том, что это не очень хорошая идея, чтобы работать над ней, но хорошая идея, чтобы обсуждать её.— Интервью с ведущим разработчиком Томом Чилтоном.
Запрос на более ранние версии игры резко возрос после выхода дополнения Warlords of Draenor, которое почти сразу стало восприниматься игровым сообществом как самое худшее дополнение за всю историю игры.
Тем временем возникло множество неофициальных серверов. Сначала они использовались для различного рода экспериментов с изменениями правил игры, например, повышением максимального уровня до 255. На этих серверах редко ходили в рейды, выполняли задания или сюжетные цепочки. Однако по мере выхода дополнений и увеличения запроса на старые версии неофициальные серверы стали пытаться добросовестно воссоздать старые версии дополнений игры в их оригинальном виде. Самым популярным таким неофициальным сервером был «Nostalrius», который открылся в феврале 2015 года, а через год уже имел 800 тыс. зарегистрированных учётных записей и 150 тыс. активных игроков, однако 10 апреля 2016 года он прекратил свою деятельность в связи с письмом Blizzard о запрещении продолжения противоправных действий. После закрытия этого сервера была создана петиция на Change.org с просьбой вернуть «Nostalrius». Эта петиция собрала более 200 тыс. подписей, а экс-руководитель команды World of Warcraft Марк Керн тогда лично доставил её президенту Blizzard Майклу Морхейму. Компания признала желание сообщества и заявила, что уже обсуждалась возможность создания классических серверов в течение многих лет, но технические проблемы не позволили команде реализовать эти замыслы. После этого команда «Nostalrius» опубликовала свой исходный код для «Valkyrie-WoW», другого давнего неофициального сервера классического WoW, расположенного в России, и серверы «Nostalrius» вновь заработали 17 декабря 2016 года под названием «Elysium Project» с той самой базой данных игроков, которая была незадолго до закрытия в апреле.
В прошлом ранние версии World of Warcraft, вышедшие до первого дополнения, были известны среди игроков как «ванильные» (англ. vanilla), по аналогии с мороженым, и пользовательские сервера, предлагавшие игрокам старую версию игры, также были известны как «ванильные».
3 ноября 2017 года на BlizzCon тогдашний исполнительный продюсер World of Warcraft Джей Аллен Брэк анонсировал WoW Classic, при этом он обратился к посетителям BlizzCon с шутливыми словами: «Давайте поговорим о мороженом. Как я понимаю, для некоторых из вас любимый сорт — ванильный». Сама Blizzard называет эту версию игры «классической», отсюда и название: World of Warcraft Classic (с англ. — «Классический мир военного ремесла»). На BlizzCon 2018 года разработчики рассказали о процессе воссоздания классической версии игры, а также дали возможность обладателям виртуальных билетов попробовать демоверсию игры. Для создания WoW Classic Blizzard перенесла исходные игровые данные и ресурсы версии 1.12.1 на свою современную серверную и клиентскую инфраструктуру. Это позволяет WoW Classic совместно использовать большую часть исходного кода с современной версией игры, что устраняет накладные расходы на разработку двух разных версий игры, помимо этого в WoW Classic будут добавлены все улучшения производительности и безопасности, которые отсутствовали в версии 2006 года.

## Восприятие
| Сводный рейтинг    | Сводный рейтинг |
| Агрегатор          | Оценка          |
| ------------------ | --------------- |
| Metacritic         | 81/100          |
| Иноязычные издания |                 |
| Издание            | Оценка          |
| PC Gamer (US)      | 80/100          |

### Оценки
PC Gamer оценил WoW Classic в 80 баллов из 100, написав: «WoW Classic — это больше, чем просто новая версия культовой игры, она напоминает окошко во времена, когда общение с людьми в Интернете всё ещё ощущалось как новое и захватывающее». Polygon высоко оценил сложность игры и её общей структуры в поддержании «социальных связей» по сравнению с её современным аналогом, назвав классическую версию «точным отражением того времени».

### Награды
WoW Classic получила награду Golden Joystick Awards 2019 года в категории «Лучшая игра года на ПК».